# Eric Paslay
Eric Paslay (* 1983 in Abilene, Texas) ist ein US-amerikanischer Countrymusiker.

## Biografie
Paslay wuchs in Texas auf und kam über die Countryband seines Großvaters früh mit Musik in Berührung. Mit 15 Jahren schrieb er eigene Songs und nach der Highschool ging er nach Nashville, um ein Musikbusiness-Studium aufzunehmen. Über das Abschlusspraktikum kam er zu einem Plattenvertrag mit EMI.
Mit seiner ersten Veröffentlichung Never Really Wanted hatte Paslay 2011 einen ersten Achtungserfolg in den US-Countrycharts. Noch erfolgreicher war er aber als Songwriter, zum Beispiel als Mitautor von Country-Nummer-eins-Hits wie Barefoot Blue Jean Night von Jake Owen und Angel Eyes von Love and Theft, die auch in die Top 40 der offiziellen Charts kamen. Für viele weitere Countrygrößen schrieb er ebenfalls Lieder. 2013 wurde Pasley für einen Grammy für das Lied Even If It Breaks Your Heart der Eli Young Band nominiert, das er zusammen mit Will Hoge geschrieben hatte.
Seinen ersten eigenen Erfolg in den Billboard Hot 100 hatte der Texaner im Oktober 2013 mit dem Song Friday Night.

## Diskografie
Alben
- Eric Paslay (2014)

Lieder
- Never Really Wanted (2011)
- If the Fish Don't Bite (2012)
- Friday Night (2013)
- Song About a Girl (2014)
- She Don’t Love You (2015)